# Begonia × viaudii
Begonia × viaudii es una especie de planta perenne perteneciente a la familia Begoniaceae. 
Es un híbrido compuesto por  Begonia cucullata Willd. × Begonia echinosepala Regel × Begonia scharffii Hook.f. × Begonia subvillosa Klotzsch

## Taxonomía
Begonia × viaudii fue descrita por Édouard-François André y publicado en Revue Horticole 69: 561. 1897.
Etimología
Begonia: nombre genérico, acuñado por Charles Plumier, un referente francés en botánica, honra a Michel Bégon, un gobernador de la excolonia francesa de Haití, y fue adoptado por Linneo.
 viaudii: epíteto